# Едлер (предикат)

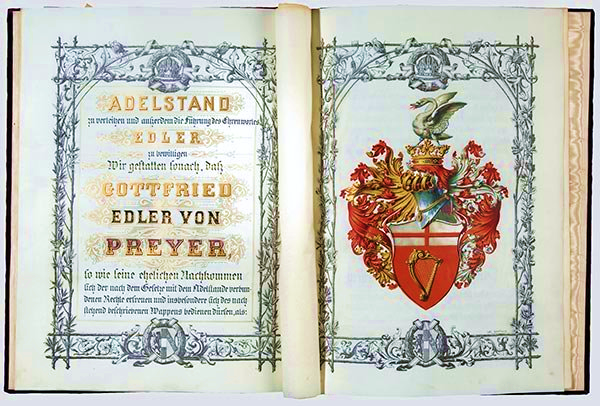
Австро-Угорська грамота про введення в едлерську гідність, 1894 рік.

Едлер фон (нім. Edler; від німецького слова «edel» — «шляхетний»), до 1919 року — фамільна приставка (предикат) в австро-угорських і німецьких дворянських титулах, нижче лицарського (Ritter), але вище дворянського звання без титулу з одним лише «фон» перед прізвищем. Зазвичай дарувалася цивільним підданим та військовим офіцерам, а також тим, кому присвоювався другий ступінь ордена. Жіночий варіант титулу — Едле (Едле фон).